# Mariia Posa
Mariia Posa (Helsinki, 21 febbraio 1988) è una hockeista su ghiaccio finlandese.

## Palmarès

### Olimpiadi
- Bronzo a Vancouver 2010.